# Strijbeek
Strijbeek est un village situé dans la commune néerlandaise d'Alphen-Chaam, dans la province du Brabant-Septentrional. Le 30 novembre 2015, le village comptait 200 habitants.

## Notes et références

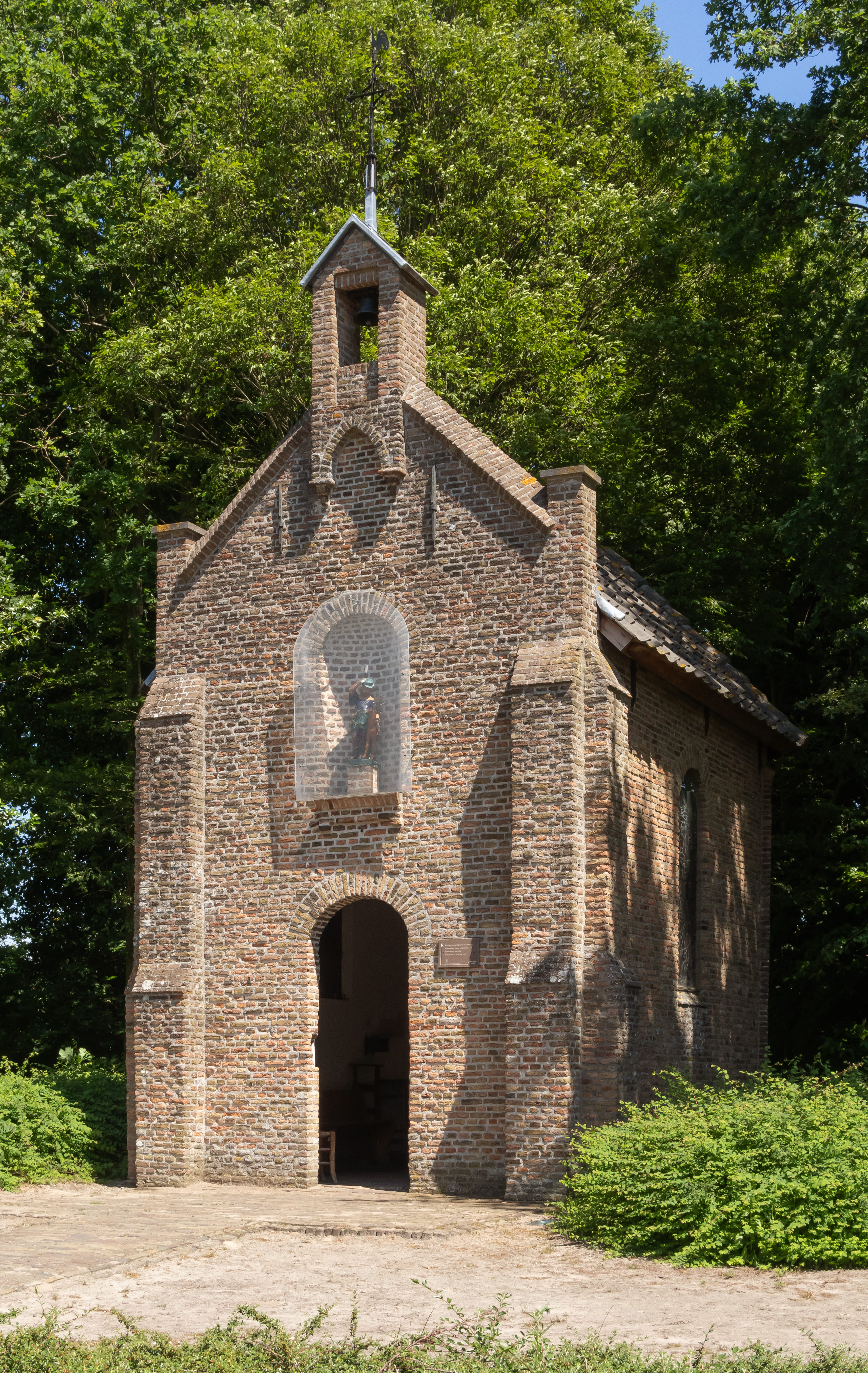
Strijbeek, chapel : Sint-Hubertuskapel